# Miesha Alexandria Blackshear
Miesha Alexandria Blackshear est une joueuse de basket-ball camerounaise née à Toledo aux États-Unis le 29 janvier 1988. Elle est membre de l'Équipe du Cameroun féminine de basket-ball.

## Biographie
Née de parents américains, Miesha Alexandria Blackshear se naturalise camerounaise. Elle fait ses premiers pas dans l'univers du basket-ball à Howard College et à Scott High School de Toledo. Elle poursuit sa carrière amateur à l'Université du Texas du bassin permien où elle se spécialise en psychologie. Comme professionnelle, elle évolue avec l'équipe Dallas Diesel à Texas. Elle y rencontre sa coéquipière camerounaise Ramses Lonlack qui l'encourage à venir jouer avec les Lionnes indomptables. Le public camerounais la découvre lors du Championnat d'Afrique féminin de basket-ball 2015 au Palais polyvalent des sports de Yaoundé. Avec ses coéquipières, elle atteint le deuxième rang du podium continental derrière les Sénégalaises.

## Palmarès
- Médaille d'argent  au Championnat d'Afrique de basket-ball féminin 2015